# ده‌هزار سال
ده‌هزار سال عبارتی در آسیای خاوری است که برای آرزوی عمر طولانی و بلند استفاده می‌گردد. در دوران حکومت دودمان تانگ در چین این عبارت به عنوان عبارتی رسمی برای آرزوی طول عمر برای امپراتور مورد استفاده قرار می‌گرفته است. در زبان انگلیسی برای این عبارت از Long live یا عمر بلند بهره‌جویی می‌شود.

## در زبان فارسی
معادل این عبارت در زبان فارسی ، یکصدو بیست سال است که در مورد ریشهٔ آن بحث‌های گوناگونی وجود دارد. ظاهراً موثق‌ترین منبع برای این عبارت آنچه است که علی‌اکبر دهخدا در امثال و حکم آورده است و آن این است که عمر گشتاسپ در شاهنامه صد و بیست‌سال ذکر شده است که عمری طولانی و مبارک است.